# Labroidei
Labroidei é uma subordem de peixes da ordem Perciformes.

## Sistemática
A subordem Labroidei, na sua actual delimitação, inclui as seguintes seis famílias:
- Família Cichlidae - tilápias e outros peixes de água doce.
- Família Embiotocidae -
- Família Labridae (Cuvier, 1816) - bodiões
- Família Odacidae - Odacios
- Família Pomacentridae - donzelas e peixes-palhaço
- Família Scaridae (Rafinesque, 1810) - peixes-papagaio